# Reino do Chipre
O Reino do Chipre foi um estado cruzado, um reino cristão formado por cruzados na Ilha de Chipre e que, oficialmente, se manteve desde a baixa à tardia Idade Média.
Em 1191, durante a Terceira Cruzada à Terra Santa, o rei Ricardo I Coração de Leão de Inglaterra conquistou a ilha a Isaac Comneno, um governador e conquistador local autoproclamado imperador, em consequência da captura de náufragos do exército de Ricardo. Este vendeu a ilha aos Cavaleiros Templários que, por sua vez, em 1192 a venderam ao rei consorte de Jerusalém Guido de Lusignan. Imediatamente foi criada uma monarquia feudal que se prolongou até depois do fim da Idade Média.
O seu irmão e sucessor, Emérico do Chipre, recebeu o título e a coroa real de Henrique VI da Germânia do Sacro Império Romano Germânico. A pequena população de católicos da ilha confinou-se às regiões costeiras, como Famagusta, e também ao interior, onde formaram Nicósia, a tradicional capital.
Importante base para os cruzados, o reino dos Lusignan serviu de base de ataque para as diversas Cruzadas que se aventuravam na Palestina. Algum tempo depois, os mercadores de Gênova e de Veneza passaram a controlar o comércio da ilha até ao século XV.
Em 1489, Catarina Cornaro foi forçada a vender a ilha à República de Veneza. A ilha permaneceu parte da República Veneziana até 1571, quando caiu em mãos do Império Turco-Otomano, que restaurou o arcebispado ortodoxo, mas levaram o país a uma situação de decadência econômica e demográfica.
O reino acabou sendo dominado cada vez mais no século XIV pelos mercadores de Gênova. Chipre, portanto, ficou do lado do Papado de Avinhão no Cisma do Ocidente, na esperança de que o francês pudesse expulsar os italianos. O Mameluco então fez o reino a estado tributário em 1426; os monarcas remanescentes gradualmente perderam quase toda a independência, até 1489, quando a última rainha, Catherine Cornaro, foi forçada a vender a ilha para Veneza.

## Reis de Chipre
- Ricardo I (1191 - 1192)
  - Ordem dos Templários (1192)
- Guido de Lusignan (1192-1194)
- Amalrico de Lusignan (1194-1205)
- Hugo I (1205-1218)
- Henrique I (1218-1253) (cognominado o Gordo)
- Hugo II (1253-1267) (Hugueta)
- Hugo III (1267-1284)
- João I (1284-1285)
- Henrique II (1285-1306)
- Amalrico de Tiro (1306-1310), Regente e usurpador
- Henrique II (1310-1324) após a morte do usurpador
- Hugo IV (1324-1359)
- Pedro I (1359-1369)
- Pedro II (1369-1382)
- Jaime I (1382-1398)
- Januário (1398-1432)
- João II (1432-1458)
- Carlota (1458-1464), que casou com o português João de Coimbra.
- Jaime II (1464-1473) (Jaime, o Bastardo)
- Jaime III (1473-1474)
- Catarina Cornaro (1474-1489)